# Denkmalgeschützte Objekte im Bezirk Hartberg-Fürstenfeld
Im Bezirk Hartberg-Fürstenfeld bestehen 365 denkmalgeschützte Objekte. Die unten angeführte Liste führt zu den Gemeindelisten und gibt die Anzahl der Objekte an.
| Gemeindeliste               | Objektanzahl |
| --------------------------- | ------------ |
| Bad Blumau                  | 9            |
| Bad Loipersdorf             | 3            |
| Bad Waltersdorf             | 12           |
| Buch-Sankt Magdalena        | 7            |
| Burgau                      | 9            |
| Dechantskirchen             | 8            |
| Ebersdorf                   | 2            |
| Feistritztal                | 17           |
| Friedberg                   | 11           |
| Fürstenfeld                 | 41           |
| Grafendorf bei Hartberg     | 19           |
| Greinbach                   | 4            |
| Großsteinbach               | 6            |
| Großwilfersdorf             | 10           |
| Hartberg                    | 49           |
| Hartberg Umgebung           | 8            |
| Hartl                       | 4            |
| Ilz                         | 13           |
| Kaindorf                    | 5            |
| Lafnitz                     | 3            |
| Neudau                      | 10           |
| Ottendorf an der Rittschein | 3            |
| Pinggau                     | 8            |
| Pöllau                      | 13           |
| Pöllauberg                  | 12           |
| Rohr bei Hartberg           | 7            |
| Rohrbach an der Lafnitz     | 9            |
| Sankt Jakob im Walde        | 3            |
| Sankt Johann in der Haide   | 6            |
| Sankt Lorenzen am Wechsel   | 3            |
| Schäffern                   | 9            |
| Stubenberg                  | 17           |
| Vorau                       | 13           |
| Waldbach-Mönichwald         | 8            |
| Wenigzell                   | 4            |